# Clemmons
Clemmons és una població dels Estats Units a l'estat de Carolina del Nord. Segons el cens del 2008 tenia 17.651 habitants.

## Demografia
Segons el cens del 2000, Clemmons tenia 13.827 habitants, 5.291 habitatges i 3.947 famílies. La densitat de població era de 498,5 habitants per km².
Dels 5.291 habitatges en un 36,3% hi vivien nens de menys de 18 anys, en un 64,5% hi vivien parelles casades, en un 7,7% dones solteres, i en un 25,4% no eren unitats familiars. En el 21% dels habitatges hi vivien persones soles el 5,6% de les quals corresponia a persones de 65 anys o més que vivien soles. El nombre mitjà de persones vivint en cada habitatge era de 2,56 i el nombre mitjà de persones que vivien en cada família era de 2,97.
Per edats la població es repartia de la següent manera: un 25,7% tenia menys de 18 anys, un 6,1% entre 18 i 24, un 30,6% entre 25 i 44, un 26% de 45 a 60 i un 11,7% 65 anys o més.
L'edat mediana era de 38 anys. Per cada 100 dones de 18 o més anys hi havia 90 homes.
La renda mediana per habitatge era de 60.486 $ i la renda mediana per família de 70.029 $. Els homes tenien una renda mediana de 49.892 $ mentre que les dones 32.558 $. La renda per capita de la població era de 27.679 $. Entorn del 2,8% de les famílies i el 3,5% de la població estaven per davall del llindar de pobresa.

## Poblacions més properes
El següent diagrama mostra les poblacions més properes.